# You Make Me Feel So Free
«You Make Me Feel So Free» es una canción del músico norirlandés Van Morrison publicada en el álbum de 1979 Into the Music y como sencillo en 1980.
El biógrafo Johnny Rogan escribió sobre la canción: "Parece ser que el mensaje es el más seguro del cantante, que su pronunciación es la más clara, y que es más propenso a masticar sus propias palabras cuando es menos confidente en la canción. Parece verdad en "You Make Me Feel So Free", aunque el mensaje del título sea claro. Hay compensaciones musicales en el bajo de David Hayes y en el solo de saxofón de Pee Wee Ellis".
Una versión en directo de "You Make Me Feel So Free" fue incluida en el álbum de 1994 A Night in San Francisco.

## Personal
- Van Morrison: voz
- Herbie Armstrong: guitarra
- Pee Wee Ellis: saxofón tenor
- David Hayes: bajo
- Mark Isham: trompeta
- Mark Jordan: piano
- Katie Kissoon: coros
- Peter Van Hooke: batería

## Versiones
- Sinéad O'Connor interpretó una versión de "You Make Me Feel So Free" en el álbum tributo a Morrison No Prima Donna: The Songs of Van Morrison.